# Ochotniczy Batalion Obrony Lublina
Ochotniczy Batalion Obrony Lublina – pododdział piechoty Wojska Polskiego, improwizowany w czasie kampanii wrześniowej.
Batalion nie występował w organizacji pokojowej Wojska Polskiego i w planie mobilizacyjnym „W”. Został zorganizowany 12 września 1939 w Lublinie z ochotników – harcerzy (1. kompania) i członków Przysposobienia Wojskowego oraz członków Związku Strzeleckiego ze Skarżyska Kamiennej. Przy organizacji batalionu ochotniczego oraz I Batalionu Obrony Lublina wykorzystano magazyny 8 Pułku Piechoty Legionów, w których znaleziono kilkaset karabinów ręcznych i kilkanaście maszynowych, dużą ilość amunicji i granatów ręcznych, kilkanaście miotaczy z amunicją oraz cztery armatki przeciwpancerne również z amunicją. Batalion obsadził szosę na Kraśnik w Rurach Jezuickich, gdzie 16 września stoczył walkę z oddziałem wydzielonym niemieckiej 4 Dywizji Piechoty. W nocy z 16 na 17 września batalion razem z całą załogą miasta wycofał się z Lublina. W rejonie Łęczna-Cyców obrońcy zreorganizowali się w Grupę Obrony Lublina płk. Piotra Bartaka. 18 września grupa została rozwiązana. Żołnierze załogi Lublina chcący walczyć dalej zostali wcieleni do I i II Batalionu Obrony Lublina. Oba bataliony we wsi Buza weszły w skład 28 Pułku Piechoty.
Obsada personalna batalionu:
- dowódca batalionu – mjr dypl. kaw. Stanisław Horwatt †17 IX 1939,
- dowódca 1. kompanii (harcerzy) – por. rez. Jan Iglatowski †16 IX 1939[3],
- dowódca 2. kompanii – ppor. rez. Józef Gdula[3],
- dowódca 3. kompanii – por. rez. Jan (?) Król (prawdopodobnie) †16 IX 1939[4].